# Al Azariq (huyện)
Huyện Al Azariq là một huyện thuộc tỉnh Al Dali', Yemen. Đến thời điểm năm 2003, huyện này có dân số 37295 người